# Bai Chongxi
Bai Chongxi, även känd som Pai Ch'ung-hsi, född 1893, död 1966, var en muslimsk kinesisk general, krigsherre och politiker. Tillsammans med Li Zongren är han mest känd som ledare för "Guangxi-klicken", en koalition som dominerade Guangxi och delar av Guangdong under den republikanska eran.
Bai föddes i Guilin i Guangxi-provinsen och var ättling till en persisk handelsman som slagit sig ned i Kina. Hans födelsenamn var Omar Bai Chongxi. Efter att han studerat vid militärhögskolan i Guangxi blev han och hans klasskamrater Huang Shaohong och Li Zongren kända för sitt stöd till revolutionären Sun Yat-sen. Efter Xinhairevolutionen som störtade Qingdynastin 1911 lyckades Bai, Huang och Li underkuva de lokala krigsherrarna i Guangxi och gav sitt stöd till den nyupprättade Republiken Kina.
Under den Norra expeditionen var Bai Chongxi en av befälhavarna över den Nationella revolutionära armén och bidrog till att minska antalet krigsherrar. Han deltog i erövrandet av Hangzhou och Shanghai. Som chef för garnisonen i Shanghai deltog han i den blodiga utrensningen av kommunister i staden 1927.
Bai Chongxi var den förste befälhavaren för den nya kinesiska regeringen som intog Peking, vilket markerade slutet på den Norra expeditionen. Under 1930-talet sysselsatte han sig med att omorganisera hemprovinsen Guangxi. Bai och Li Zongren framträdde därefter som ledare för den s.k. "Guangxi-klicken" som dominerade sydligaste Kina fram till 1940-talet, men som förhöll sig i huvudsak lojala till Chiang Kai-sheks regim i Nanking.
Under det andra kinesisk-japanska kriget var Bai Chongxi en av de viktigaste kinesiska generalerna och deltog i en rad viktiga strider, som slaget vid Tai'erzhuang, vilket var en sällsynt seger för Kina under de första åren av konflikten.
1946, under det kinesiska inbördeskriget, slog Bai Chongxi kommunisten Lin Biaos trupper i Siping. I juni samma år utnämnde Chiang Kai-shek Bai till försvarsminister, men Bai tilläts aldrig fatta några avgörande beslut i kriget. 1947 sändes han till Taiwan för att återställa ordningen i ett uppror mot Chen Yis administration på ön. 1948 stödde han Li Zongren i valet till vice president i Republiken.
Efter kommunisternas seger i inbördeskriget var Bai Chongxis trupper de sista att lämna fastlandet via Hainan. PÅ grund av meningsskiljaktigheter med Chiang Kai-shek tillbringade han resten av sin levnad i tillbakadragenhet på Taiwan.